# Pseudohadena crassipuncta
Pseudohadena crassipuncta là một loài bướm đêm trong họ Noctuidae.